# Estación de Worcester Shrub Hill

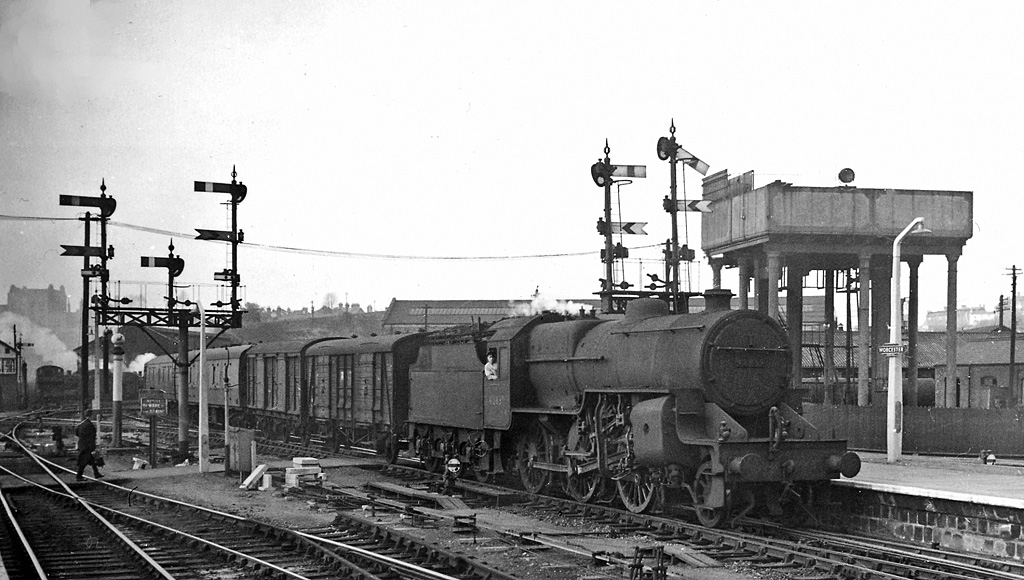
Tren de paquetería en 1959

Worcester Shrub Hill es una de las dos estaciones de ferrocarril que dan servicio a la ciudad de Worcester, en Worcestershire (Reino Unido). La otra es Worcester Foregate Street, situada en el centro de la ciudad. La estación es administrada por West Midlands Trains, que opera aquí bajo la marca West Midlands Railway, y también es atendida por la compañía Great Western Railway.
La otra estación cercana al núcleo urbano, Worcestershire Parkway, está ubicada justo al sureste de la ciudad.

## Historia

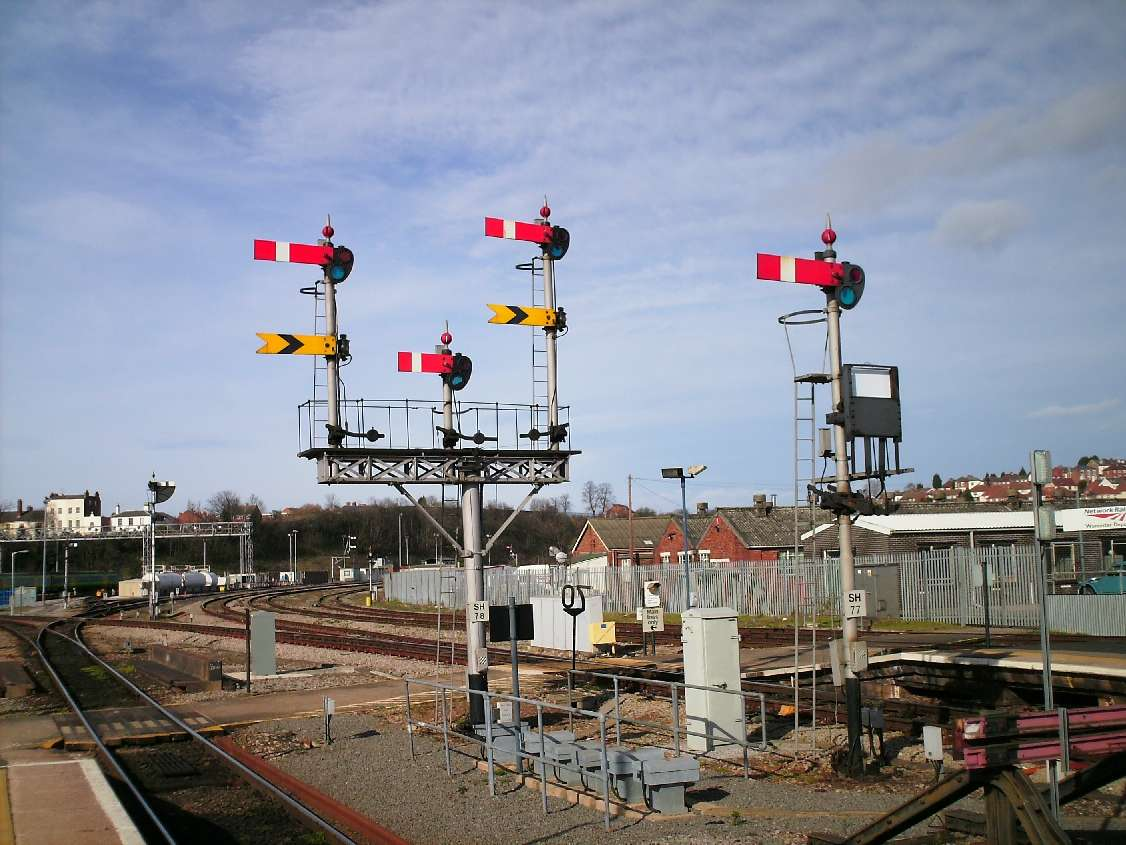
Señales SH77 y SH78, dos ejemplos del antiguo sistema semafórico de la Región Occidental de British Rail

La primera estación en Shrub Hill se abrió en 1850, y era propiedad conjunta del Ferrocarril de Oxford, Worcester y Wolverhampton y del Ferrocarril de Midland, que la utilizó en solitario hasta 1852 como terminal para los servicios desde Birmingham. El edificio de la estación actual fue diseñado por Edward Wilson, siendo construido en 1865. Es una edificación de estilo georgiano principalmente de ladrillo con algunos elementos de piedra. Una característica clave es su vestíbulo, catalogado como monumento de Grado II*. Originalmente también disponía de una cubierta para los trenes, que se eliminó en la década de 1930. Las barandillas de hierro fundido de las escaleras de la estación quedan ocultas por un entablado. La estación conserva algunos elementos del antiguo sistema de señalización ferroviaria, incluyendo una singular gran señal redonda de tipo banjo ubicada en el centro del andén 1. También aloja un restaurante denominado "Cafe Loco", que está situado frente al vestíbulo, en la entrada principal.

## Operaciones ferroviarias

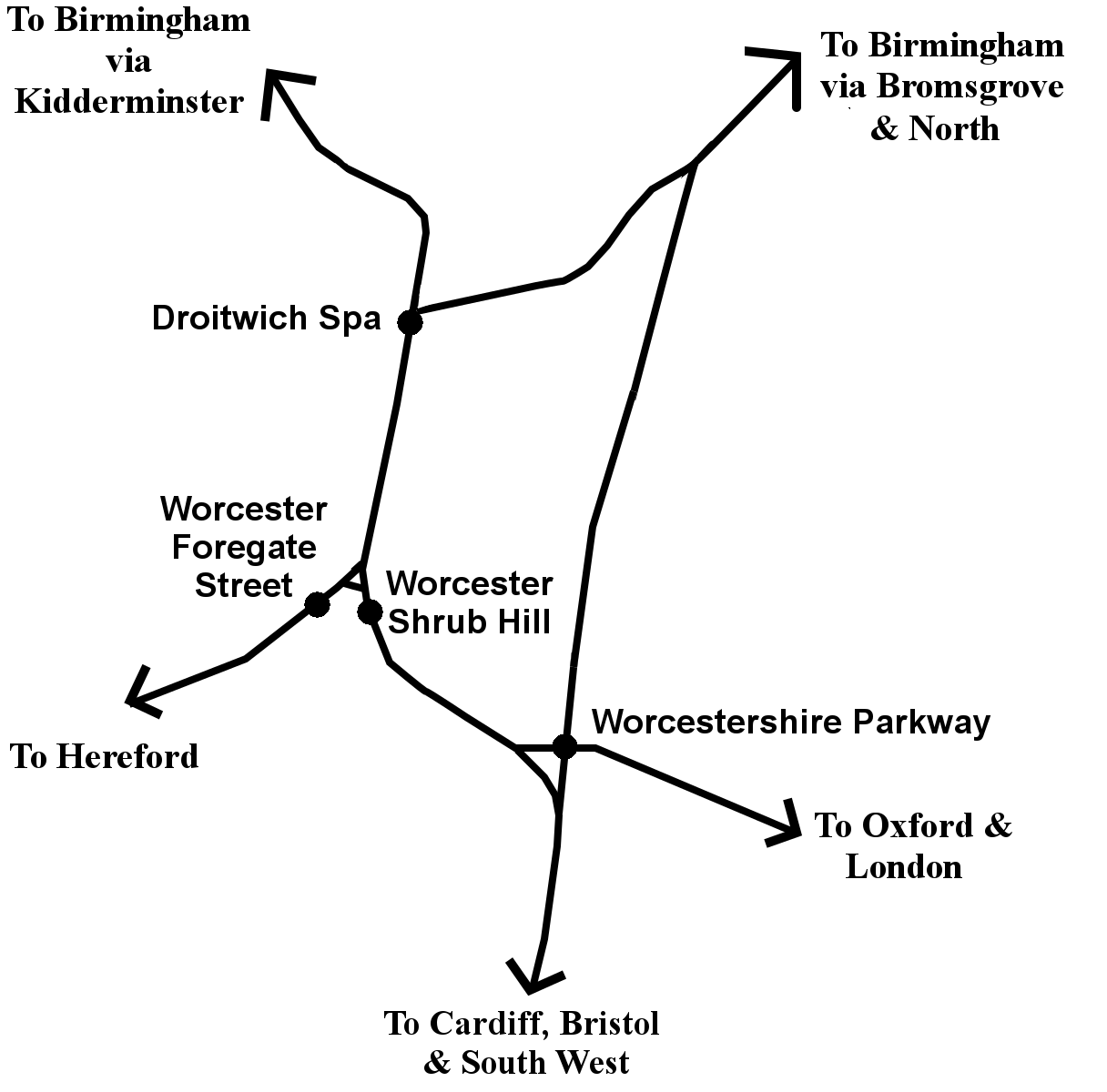
Mapa de los ferrocarriles alrededor de Worcester, que muestra la ubicación de la Estación

Toda la estación está controlada por la propia caseta de señalización de Worcester Shrub Hill, ubicada en el extremo 'Londres' (sur) del andén 1. El área de Worcester está controlada por otras dos casetas de señales en Henwick (al oeste de Foregate Street) y Tunnel Junction al norte de Shrub Hill. Tanto el andén 1 como el 2 se pueden usar en cualquier dirección, aunque generalmente los trenes para Foregate Street usan el andén 1 y los trenes hacia Oxford y Cheltenham Spa usan el andén 2, aunque no siempre. El andén 3 es una pequeña bahía que se utilizó principalmente para el antiguo servicio de Wessex Trains/Wales & West hacia Cheltenham Spa, dado que al estar orientado hacia el sur, su uso es limitado. Los trenes que salen de Shrub Hill hacia Foregate Street se unen en una sola vía, que termina cerca de la caseta de señales de Henwick, al sur de la estación de Foregate Street. Esta es una de las dos vías únicas que discurren a través de la estación de Foregate Street.
Cerca de la estación se encuentra el depósito de mantenimiento de trenes de Worcester, que actualmente es operado por West Midlands Trains, que también ofrece servicios regulares en varios lugares alrededor de la estación de Shrub Hill. El Great Western Railway también tiene algunos de sus automotores diésel con base en el depósito de Worcester. La estación de Shrub Hill es la sede de los alojamientos de las tripulaciones de los trenes de West Midlands Trains y del Great Western Railway. También al norte de la estación, detrás de los andenes 2 y 3, hay un patio de mercancías.

## Servicios

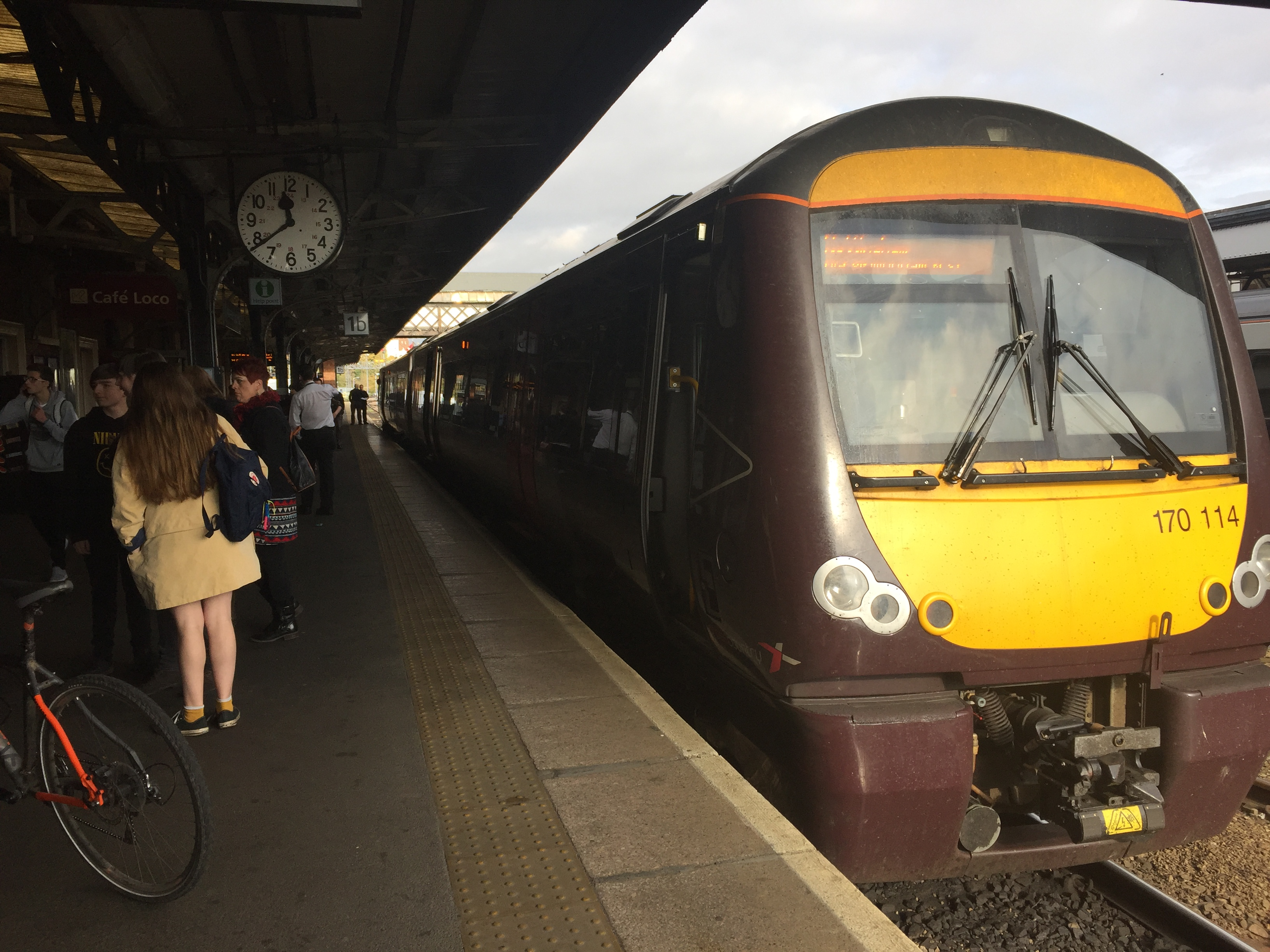
Tren CrossCountry con escala en Worcester Shrub Hill, servicio Cardiff-Nottingham (octubre de 2016)

Worcester Shrub Hill cuenta con la ruta de West Midlands Trains desde Worcester hasta Birmingham, a través de Kidderminster y Stourbridge Junction. Esta línea va a Birmingham Snow Hill y Birmingham Moor Street, y muchos de los servicios continúan hasta Whitlocks End o Dorridge. También hay un número limitado de trenes a través de Bromsgrove a Birmingham New Street que comienzan, terminan o hacen escala aquí, principalmente en las horas pico o temprano en la mañana o tarde en la noche. La mayoría de los servicios entre Hereford y New Street toman la ruta directa entre Foregate Street y Droitwich Spa para evitar la necesidad de una inversión.
Great Western Railway opera un servicio cada hora hacia y desde la Estación de Paddington en Londres, la mayoría de los cuales son a través de la Línea de Cotswold y Oxford. Otros servicios hacia y desde Londres operan a través de Cheltenham Spa, la Línea Gloucester/Swindon (Línea de Golden Valley) y la Línea Principal del Great Western a través de Didcot y Reading. El GWR dispone de trenes hacia el sur cada dos horas con dirección a Bristol Temple Meads a través de Cheltenham y Gloucester, que luego continúan en su mayoría hacia Weymouth o Southampton Central a través de Westbury. El GWR también ofrece servicios a través de Worcester Foregate Street a Great Malvern y Hereford desde Oxford y Londres.
El servicio de West Midlands Trains entre Worcester y Gloucester a través de Ashchurch y Cheltenham para complementar el servicio del Great Western Railway cada 2 horas, se suspendió a comienzos de diciembre de 2009 debido a su bajo número de pasajeros.
Siendo la más grande de las dos estaciones de Worcester, debido a sus apartaderos, Worcester Shrub Hill se usa a menudo como punto de estacionamiento para trenes de mercancías y locomotoras, así como también como parada nocturna para parte del material rodante del Great Western Railway.

## Vestíbulo

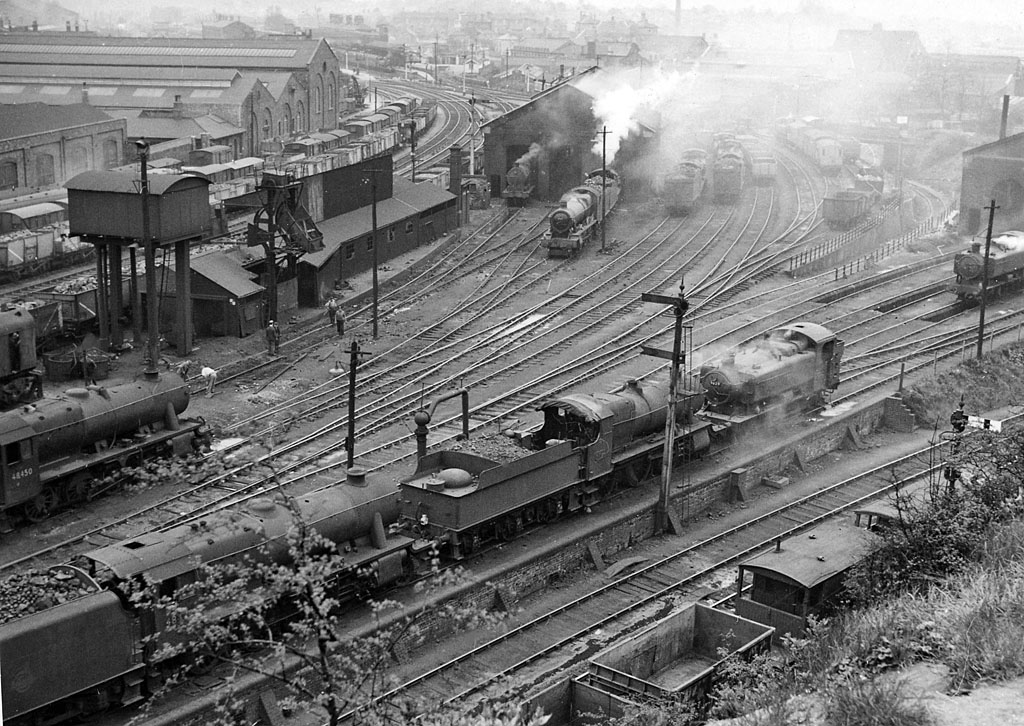
Depósito de locomotoras de Worcester en 1959

En el andén 2a se encuentra la antigua sala de espera para damas, que se extiende hasta el propio andén, un ejemplo de arquitectura en hierro desarrollado en los Talleres Siderúrgicos Vulcan de Worcester, una subsidiaria de la compañía de fabricación de señales MacKenzie and Holland, ubicada a unas 200 yardas (180 m) de la Estación de Worcester Shrub Hill. El exterior está decorado con pilastras clásicas y cubierto con azulejos de cerámica "majolica victoriana", fabricados por Maw and Company de Broseley.
Maw fue originalmente una empresa de Worcester fundada en 1850, cuando compraron la antigua fábrica de azulejos de Chamberlain. Sin embargo, en 1852 se mudaron a Broseley para estar más cerca del lugar de donde se obtenía la arcilla. En general, la empresa produjo baldosas encáusticas, en lugar de las baldosas cerámicas de "mayólica" que se usaron para decorar el vestíbulo de Shrub Hill.
Wojtczak escribe que, en 1873, había una asistente para la sala de espera de las damas llamada "Sra. Dale", que cobraba 10 chelines, que era la misma tarifa que se pagaba a la "Sra. Spencer", que limpiaba la sala.
Es un monumento catalogado, y English Heritage lo colocó en el "Registro de Edificios en Peligro" en 2003. Los documentos oficiales registran que la sala de espera se agregó hacia 1880. En 2005, un informe sobre el estado del edificio señaló que: "El armazón de hierro fundido necesita reparación estructural. La pared frontal está inclinada y actualmente está apuntalada. Se ha llevado a cabo un trabajo de investigación preliminar, pero las tareas de reparación se retrasaron debido en parte al problema de localizar a un contratistas especializado". En abril de 2005, Network Rail solicitó un plan de actuación sobre un monumento clasificado, con el fin de que se restaurara la sala de espera para volver a ponerla en uso antes de finales de 2006. La solicitud detallaba el trabajo que se llevaría a cabo, incluida la restauración de los elementos de hierro fundido y el suministro y reemplazo de las baldosas cerámicas que faltan. English Heritage incluyó la sala de espera en el "Registro de edificios en riesgo" de 2006". Posteriormente se acometieron trabajos de restauración, y la remodelación finalizó en 2015.

## Lectura adicional
- Mitchell, Vic; Smith, Keith (2007). Worcester to Birmingham. Middleton Press. figs. 1-13. ISBN 9781904474975. OCLC 263292710.
- Allen, David (26 March – 8 April 1997). «A sea of semaphores at Worcester». RAIL (EMAP Apex Publications) (301): 46-49. ISSN 0953-4563. OCLC 49953699.